# Tiberio Sempronio Longo (console 218 a.C.)
Tiberio Sempronio Longo (260 a.C. circa – 210 a.C.) è stato un generale romano console durante la seconda guerra punica e fu contemporaneo di Publio Cornelio Scipione.

## Biografia
Divenne console nel 218 o nel 219 a.C. (come sostiene Tito Livio). Allo scoppio della seconda guerra punica nel 218 a.C., Sempronio fu inviato in Sicilia per organizzare la spedizione in Africa con 160 quinqueremi, mentre Scipione avrebbe dovuto marciare verso la Spagna per impegnare Annibale. Come prima operazione, Sempronio riuscì a conquistare Malta battendo Amilcare Giscone, con una flotta trasportante 26.000 uomini uscita da Lilibeo.
Mentre si accingeva a completare i preparativi per l'invasione in Africa, fu richiamato dal Senato per unirsi alle legioni di Scipione, in seguito alla avanzata di Annibale. Nel frattempo Scipione aveva affrontato il nemico presso il Ticino e lo stesso console romano era stato ferito. Subito dopo il suo arrivo in dicembre e contro il parere dello stesso Scipione, Sempronio attaccò il nemico presso il fiume Trebbia. Il suo esercito cadde in una trappola e venne circondato dalle truppe del più giovane fratello d'Annibale, Magone. Sebbene si trattasse di una disfatta, Longo e circa 10.000 fanti s'aprirono un passaggio nelle retrovie Cartaginesi e si salvarono. Poco dopo, fece ritorno a Roma dove presiedette i comizi centuriati per l'elezione dei nuovi consoli dell'anno 217 a.C.. Una volta nominati i nuovi consoli fece ritorno ai quartieri d'inverno.
Nel gennaio del 217 a.C. Sempronio ritornò a Roma sia per supervisionare le elezioni dei nuovi consoli, ma soprattutto per appoggiare la candidatura di Gaio Flaminio Nepote.
Dopo l'elezione di Flaminio, ritornò al campo invernale delle sue legioni, dove la sua permanenza non fu per nulla tranquilla. Al contrario dovette per due volte fronteggiare l'armata cartaginese riuscendo a resistere ai continui attacchi del nemico.
Nel 215 a.C., Sempronio si scontrò con Annone a Grumentum (in Lucania, attuale Basilicata). L'esercito di Sempronio fece 2.000 morti nelle linee nemiche e più di 280 prigionieri, cacciando Annone dalla Lucania verso il Bruttium (attuale Calabria) e permettendo quindi a Roma di riconquistare e mettere a ferro e fuoco (poiché avevano parteggiato per Annibale) le roccaforti irpine di Vercellium, Vescellium e Sicilinum, localizzate probabilmente nei monti della Daunia. Più di 5 000 prigionieri furono venduti all'asta, il resto del bottino fu distribuito ai soldati e l'esercito venne ricondotto a Luceria.
Fu in seguito decemvir sacris faciundis e morì nel 210 a.C..